# Toninho Metralha
Antônio Carlos Paula da Silva, conhecido por Toninho Metralha (Rio de Janeiro, 13 de junho de 1954 - Guaratinguetá, 11 de julho de 2018), foi um futebolista brasileiro (e naturalizado português). Atuava como atacante ou ponta-esquerda e jogou no Sport Club Corinthians Paulista e no Futebol Clube do Porto, dois importantes clubes em países lusófonos. Foi campeão da Primeira Liga na temporada de 1978–79 pelo FC Porto.
Também jogou noa Associação Esportiva Guaratinguetá, no America FC carioca, no Botafogo Futebol Clube (Ribeirão Preto), no Club Sport Marítimo, no Sport Clube Vila Real, entre outros.
Aposentou-se no final da década de 1980, jogando em clubes de Hong Kong.